# Sinagoga Dunedin
La Sinagoga Dunedin (en inglés: Dunedin Synagogue) es una histórica sinagoga en la localidad de Dunedin, Nueva Zelanda. Es la sinagoga más austral del mundo. El nombre puede referirse tanto al edificio histórico, la antigua sinagoga Dunedin, como a la Congregación Judía Dunedin, en la misma ciudad.
La Primera congregación judía de Dunedin se reunió en enero de 1862 en la casa de HE Nathan en la calle George poseía unos 43 miembros. Los planes para mudarse a una sinagoga más grande se hacían en 1875. En ese momento la congregación había crecido hasta el punto que la nueva sinagoga era una de las más grandes del hemisferio sur, y uno de los mayores lugares de culto de cualquier denominación en Dunedin. El nuevo edificio fue inaugurado en 1881.